# ビー・ライク・ビル

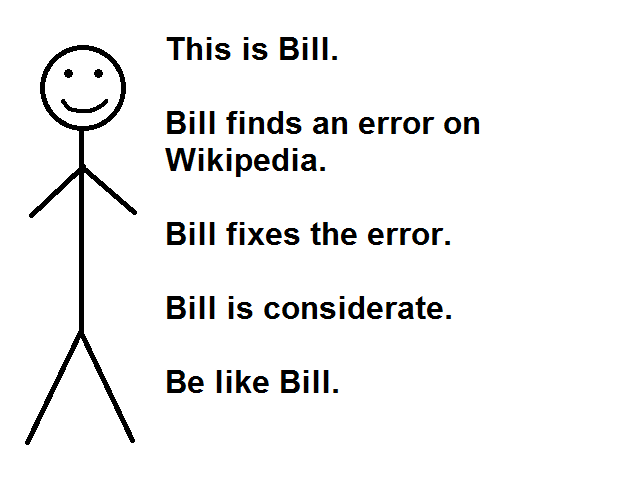
「ビー・ライク・ビル」の例。

ビー・ライク・ビル（英語: Be like Bill、「ビルのようになろう」「ビルを見習おう」の意）は、2015年後期に登場し、2016年前期に流行したソーシャルメディア上のインターネット・ミームである。 

## 概要
ビー・ライク・ビルでは、棒人間と以下のようなテキストが掲載された画像が用いられる。棒人間はニット帽をかぶった状態で描写されることもある。 
ビルはFacebookを利用しています。 
ビルはヴィーガンです。 
ビルは自分がヴィーガンであることを誰にも教えていません。 
ビルは賢いです。 

ビルのようになりましょう。 
この流行は、「人々を不愉快にさせるSNS上の行動に対して受動的かつ積極的に挑戦する方法」であると評された。この流行がSNS上に蔓延すると、この流行自体に人々がいらいらするようになり、ビー・ライク・ビルの画像を使ってこの流行に反対する動きも現れた。 
この流行を冠したFacebookのページがかつて存在し、2016年1月25日時点で150万を超える「いいね」が付けられていた。 

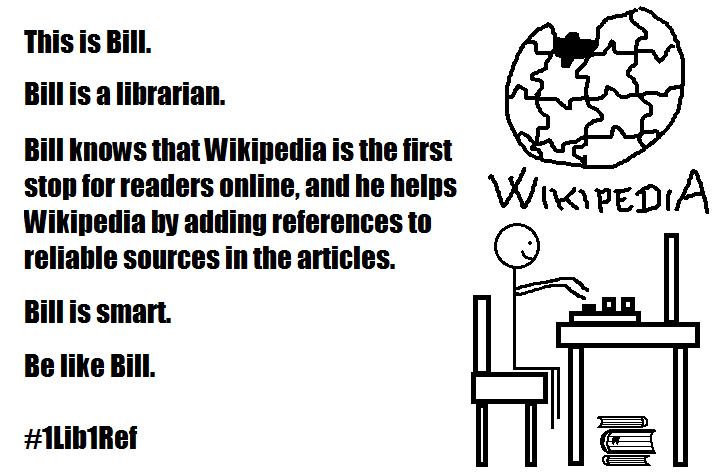
＃1Lib1Refキャンペーンに対応して作成されたビー・ライク・ビルの画像

ボストン市当局はビー・ライク・ビルを使って、パーキング・チェア（parking chair、道路沿いの駐車スペースに「場所取り」や「非公式の予約」を目的として置かれた椅子）の使用を自粛するように促した。オーストラリア・クイーンズランド州の州警察（英語版）は、「大勢の人のタイムラインを荒らしまわっている」ビルを追跡しているという内容のジョークをFacebookに投稿した。 

### 変種
この流行は、英語以外にも波及した。「ビル」の名前はそれぞれ以下のように置き換えられた。 
- アラビア語圏: ビラル（アラビア語: بلال）
- マレーシア: ラシッド（マレー語: Rashid）
- スペイン語: ホセ（スペイン語: José）
- アフガニスタン: コドス（ダリー語・パシュトー語: Qodos）[10]
- フィリピン: トゥラーラン・スィ・フアン（タガログ語: Tularan si Juan）[11]

また、ビルという男性の名前に対し、女性名版として「Be like Emily」も存在する。